# Radwa Ashur
Radwa Ashour, (en árabe: رضوى عاشور) (26 de mayo de 1946 – 30 de noviembre de 2014, pronúnciese el nombre como Radua Ashur رضوى عاشور) fue una novelista, crítica literaria y profesora universitaria egipcia. Su obra comprende desde ensayos sobre política y sociedad contemporáneas hasta narrativa histórica. Su producción científica, publicada en árabe e inglés, trata sobre teoría de la literatura y otras materias relacionadas. Algunos de sus relatos han sido traducidos al inglés, al español, al italiano y al indonesio.

## Biografía
Nació en el seno de una familia culta y aficionada a la literatura, en la localidad en El-Manial, cerca de El Cairo, Egipto. Se licenció en la Universidad de El Cairo en 1967 en Literatura comparada. Entre 1972 y 1975 se doctoró en la Universidad de Massachusetts Amherst con una tesis sobre literatura afroamericana, titulada En busca de una poética negra: un estudio de textos críticos afroamericanos. Fue profesora en la Universidad de Ain Shams, en El Cairo. Se casó con el poeta palestino Murid Barguti en 1970, año del fallecimiento del presidente Gamal Abdel Nasser. Dio a luz a su hijo Tamim al-Barguti en 1977, que es uno de los poetas mejor considerados en el mundo árabe.
En 1978 publicó en inglés el libro sobre Gibran y Blake, Estudio crítico, que formó parte de su tesis doctoral.
En noviembre de 1979, durante el mandato del presidente Anuar el Sadat, a su esposo se le prohibió vivir en Egipto, lo que provocó la disgregación de la familia.
En 1980 publicó su último trabajo crítico, titulado El renacer de la historia, un manifiesto sobre la literatura del África Occidental. Su obra se caracteriza por la crítica constante contra la corrupción política y la censura de su país, la lucha del pueblo palestino y por un estilo literario que invita a imaginar los lugares lejanos mediante la lectura.Ganó el premio al Mejor Libro de 1994 de la Feria Internacional del Libro del Cairo con la Trilogía de Granada, compuestas por las obras Granada, Moraima y La partida, que ha llegado a ser su obra más representativa, en la que relata el auge y la caída de la civilización árabe en la península ibérica, a través de las vivencias de una familia de moriscos del Albaicín.
Trabajó entre 1990 y 1993 como Directora del Departamento de Inglés y Literatura en la Facultad de Artes de la Universidad Ain el Shams, ejerciendo tareas docentes y de investigación. En el año 2000 Ashour regresó al campo de la crítica literaria, contribuyendo con sus textos a la redacción de la Enciclopedia de las escritoras árabes, 1873–1999 (2004) y supervisando en 2005 la traducción del tomo noveno de la Enciclopedia de Cambridge, que trata sobre crítica literaria.
En el año 2007 ganó el Premio Internacional de Literatura Constantino Cavafis, otorgado en Grecia, con su antología sobre la poesía de Murid Barguti, traducida al inglés y titulada Medianoche y otros poemas.
En 1977, Radwa Ashour publicó su primera obra crítica, El camino hacia la otra tienda, sobre la experiencia literaria de Ghassan Kanafani. Publicó entre 1999 y 2012 cuatro novelas más y una colección de relatos. Su última obra se titula Más fuerte que Radwa.
Falleció el 30 de noviembre de 2014.

## Obra literaria
- El viaje: recuerdos de una estudiante egipcia en América, 1983
- La piedra tibia, 1985
- Khadija y Sawsan, 1989
- Vi las palmeras datileras, cuentos, 1989
- Siraj. University of Texas Press. 2007. ISBN 978-0-292-71752-7. Traducido por Barbara Romaine, 2007.
- Granada: una novela. Granada: a novel. Translated William Granara. Syracuse University Press. 2003. ISBN 978-0-8156-0765-6.
- Apparitions. 1998. Espectros, traducida por Barbara Romaine, Interlink Libros, 2010, ISBN 978-1-56656-832-6 [7]
- 2010, الطنطوريه
- Blue Lorries. Bloomsbury Qatar Foundation Publishing. 2014. ISBN 978-99921-94-48-5. Traducido por Barbara Romaine.

### Obras como editora
- Enciclopedia de las escritoras árabes, 1873–1999. Encyclopaedia of Arab Women Writers, 1873–1999. American University in Cairo Press. 2008. ISBN 978-977-416-146-9.